# Maia Martcheva
Maia Nenkova Martcheva-Drashanska é uma biologista matemática búlgaro-estadunidense, conhecida por seu livros sobre dinâmica populacional e epidemiologia. É professora de matemática da Universidade da Flórida, onde é também associada ao Departamento de Biologia.

## Formação e carreira
Martcheva obteve um mestrado em matemática na Universidade de Sófia em 1988. Obteve um Ph.D. em matemática aplicada em 1998 na Universidade Purdue com a tese em dinâmica populacional An Age-Structured Two-Sex Population Model, orientada por Fabio Augusto Milner.
Após pesquisas de pós-doutorado na Universidade de Minnesota foi instrutora no Brooklyn Polytechnic Institute em 1999. Foi para a Universidade da Flórida como professora assistente em 2003.

## Livros
Martcheva é autora do livro An Introduction to Mathematical Epidemiology (Texts in Applied Mathematics 61, Springer, 2016).
Com Mimmo Ianelli e Fabio A. Milner é também autora de Gender-Structured Population Modeling: Mathematical Methods, Numerics, and Simulations (Frontiers in Applied Mathematics, 31, Society for Industrial and Applied Mathematics, 2005).